# Ševrljuge
Ševrljuge (izvirno srbsko Шеврљуге) je naselje v Srbiji, ki upravno spada pod Občino Kosjerić; slednja pa je del Zlatiborskega upravnega okraja.

## Demografija
V naselju živi 275 polnoletnih prebivalcev, pri čemer je njihova povprečna starost 39,7 let (38,8 pri moških in 40,6 pri ženskah). Naselje ima 100 gospodinjstev, pri čemer je povprečno število članov na gospodinjstvo 3,34.
To naselje je, glede na rezultate popisa iz leta 2002, večinoma srbsko, a v času zadnjih 3 popisov je opazen porast števila prebivalcev.
|  |

| Demografija | Demografija     | Demografija     |
| Leto        | Št. prebivalcev | Št. prebivalcev |
| ----------- | --------------- | --------------- |
|             |                 |                 |
|             |                 |                 |
|             |                 |                 |
|             |                 |                 |
| 1948        | 300             |                 |
| 1953        | 313             |                 |
| 1961        | 268             |                 |
| 1971        | 244             |                 |
| 1981        | 276             |                 |
| 1991        | 330             | 327             |
| 2002        | 335             | 334             |
|             |                 |                 |

| Etnična sestava po popisu iz leta 2002 | Etnična sestava po popisu iz leta 2002 | Etnična sestava po popisu iz leta 2002 | Etnična sestava po popisu iz leta 2002 | Etnična sestava po popisu iz leta 2002 |
| -------------------------------------- | -------------------------------------- | -------------------------------------- | -------------------------------------- | -------------------------------------- |
| Srbi                                   | Srbi                                   |                                        | 333                                    | 99,70%                                 |
| Neznano                                | Neznano                                |                                        | 1                                      | 0,29%                                  |